# Miconia savannarum
Miconia savannarum är en tvåhjärtbladig växtart som beskrevs av Robert Orchard Williams. Miconia savannarum ingår i släktet Miconia och familjen Melastomataceae. Inga underarter finns listade i Catalogue of Life.